# Siniša Anđelković
Siniša Anđelković (Kranj, 13 febbraio 1986) è un ex calciatore sloveno, di ruolo difensore.

## Biografia
Quando i suoi genitori si separarono, lui rimase col padre mentre sua sorella seguì la madre in Germania. Ai tempi della scuola, si allenava a calcio e aveva un lavoro.
Arrivato al Palermo, venne aiutato a integrarsi dai compagni di squadra e connazionali Josip Iličič e Armin Bačinovič, imparando in fretta la lingua italiana. Il 6 agosto 2013 è diventato padre di Adrian, avuto dalla compagna Cristina.

## Caratteristiche tecniche
Alto 188 cm e dotato di fisico imponente, il suo ruolo principale è quello di difensore centrale ma è anche in grado di giocare come centrocampista arretrato o terzino destro. È bravo nell'anticipo e nel colpo di testa, dote che gli ha permesso di segnare alcune reti in carriera. Si ispira all'italiano Giorgio Chiellini nel suo modo di giocare.

## Carriera

### Club

#### Triglav Kranj e Drava Ptuj
Dopo aver fatto un provino con lo Zarica Kranj, ha iniziato la carriera nel Triglav Kranj, con cui, in quattro stagioni, ha disputato 69 partite e segnato 3 reti.
Nel 2008 passa al Drava Ptuj, e nella stagione 2008-2009 colleziona 34 presenze ed una rete in campionato, una presenza nel ritorno dello spareggio retrocessione vinta per 7-0 contro l'Aluminij e un'altra presenza in Coppa di Slovenia. L'esordio è arrivato alla prima giornata di campionato, nella sconfitta esterna per 2-0 contro il Nafta Lendava giocata il 19 luglio 2008. Segna di testa la prima rete in carriera il 9 maggio 2009 in Koper-Drava Ptyj (1-2) valida per la 33ª giornata di campionato.
Inizia la stagione 2009-2010 ancora al Drava Ptuj, giocando tutte le partite di campionato (per un totale di 22 incontri eccezion fatta per l'assenza alla 18ª giornata più una in Coppa di Slovenia) fino al suo trasferimento al Maribor in inverno. La sua ultima partita con la maglia del Drava Ptuj è contro la stessa squadra con cui aveva esordito, il Nafta Lendava, dove il 9 dicembre 2009 arriva un'altra sconfitta (1-0).

#### Maribor
Esordisce con la maglia del Maribor il 27 febbraio 2010 in Domžale-Maribor (2-3), e anche in questa squadra è titolare inamovibile giocando tutte le restanti partite del campionato (ad eccezione della 30ª giornata) e 5 partite di coppa nazionale. Chiude la stagione anche con 3 gol: il primo stagionale (che è anche il primo con la nuova squadra) arriva alla 28ª giornata di campionato, il 27 marzo 2010, in HIT Gorica-Maribor (3-3), mentre i restanti due gol arrivano all'ultima giornata contro l'Interblock Ljubljana (sua la rete decisiva per la vittoria per 1-0) e nella semifinale di ritorno di Coppa di Slovenia in casa del Celje (3-3).
Nella stagione 2010-2011, iniziata nel Maribor, ha la possibilità di esordire nelle competizioni UEFA per club. Con la maglia viola, infatti, debutta nell'andata del secondo turno preliminare di Europa League contro gli ungheresi del Videoton pareggiando per 1-1. A fine stagione la squadra gialloviola, di cui è stato anche il capitano, vince il campionato.

#### Palermo
Grazie anche al fatto che il campionato sloveno ha preso una pausa in tutto il mese di dicembre, tra il 6 e il 9 del mese viene ufficializzato il suo passaggio alla squadra italiana del Palermo – a cui aveva segnato nel ritorno dei play-off di Europa League – da parte del Presidente rosanero Maurizio Zamparini, del direttore sportivo del Maribor Zlatko Zahovič, del Maribor stesso e del sito della FIFA. Chiude la mezza stagione al Maribor con 18 presenze in campionato, 2 in Coppa di Slovenia e 6 apparizioni con quell'unica rete all'attivo in Europa League, per un totale di 44 presenze ed una rete in maglia gialloblu. L'ufficializzazione dell'ingaggio da parte dei rosanero arriva il 3 gennaio 2011, all'apertura ufficiale della sessione invernale del calciomercato: il suo cartellino viene pagato poco più di un milione, sottoscrivendo un contratto quadriennale a 250.000 euro netti a stagione. In rosanero – arrivato alla ripresa degli allenamenti dopo la pausa natalizia – trova altri tre calciatore conterranei: gli ex compagni al Maribor Armin Bačinovič e Josip Iličič (di cui è amico fin dall'infanzia) più l'altro neoacquisto Jasmin Kurtić. Esordisce con la maglia rosanero – da titolare – il 12 gennaio in Palermo-Chievo Verona (1-0) valida per gli ottavi di finale di Coppa Italia, ben figurando. Quattro giorni dopo esordisce nel campionato italiano, giocando da titolare la prima giornata di ritorno Cagliari-Palermo (3-1) visti anche l'infortunio di Dorin Goian e la squalifica di Cesare Bovo. Chiude la stagione con 7 presenze in campionato e quella già citata in Coppa Italia (persa in finale contro l'Inter per 3-1).

#### Ascoli e Modena
Il 16 agosto 2011 passa in prestito all'Ascoli, squadra della Serie B.
Esordisce in maglia bianconera il 21 agosto in Cesena-Ascoli (1-0 d.t.s.) del terzo turno di Coppa Italia, giocando titolare. All'esordio in campionato, arrivato alla prima giornata disputata il 27 agosto, al 4' segna il gol che sblocca la partita casalinga contro il Torino, incontro poi perso per 2-1. Chiude la stagione con 22 presenze in campionato ed una in Coppa Italia.
Rientrato al Palermo che non lo convoca per il ritiro estivo, il 18 luglio viene ceduto in prestito al Modena, in Serie B. Segna nella prima uscita stagionale contro il Südtirol-Alto Adige nella partita valevole per il secondo turno di Coppa Italia (incontro finito per 2-0); questa è anche la prima rete stagionale del Modena. In seguito, nella stessa partita, verrà espulso. Fa poi il suo esordio in campionato il 24 agosto 2012 contro il Verona. Chiude l'annata con 32 presenze in campionato, arricchite da 2 gol contro Empoli e Crotone, più la già citata presenza in Coppa Italia con rete annessa.

#### Ritorno al Palermo
Torna a vestire la maglia del Palermo l'11 agosto 2013 in occasione della partita del secondo turno di Coppa Italia vinta per 2-1 sulla Cremonese, primo incontro stagionale, giocando titolare. Il 24 agosto seguente, nella prima giornata di campionato, segna il gol del vantaggio nella sfida conclusasi 1-1 in trasferta contro il Modena, sua ex squadra: è la prima rete in maglia rosanero. Il 3 maggio 2014, dopo la vittoria contro il Novara per 1-0 in trasferta, ottiene la promozione in Serie A – con annessa vittoria del campionato – con cinque giornate d'anticipo. Chiude la stagione con 36 presenze in campionato e 2 in Coppa Italia.
Il 28 gennaio 2015 ha rinnovato il contratto con la società rosanero fino al 2017. Il 26 aprile, in Parma-Palermo (1-0) della 32ª giornata di campionato, è capitano della squadra per la prima volta, date le assenze di Édgar Barreto e Stefano Sorrentino. Nella stagione 2016-2017 il Palermo non riuscirà a salvarsi e retrocederà in Serie B. A fine stagione rescinderà il suo contratto con il club siciliano, dopo 4 anni in rosanero.

#### Approdo a Venezia
Durante la sessione estiva di mercato si accasa a titolo definitivo al Venezia, neopromosso in Serie B. Segna il suo unico gol con i lagunari il 27 aprile 2018, nella sfida vinta 3-0 contro il Palermo (gol che mancava da quasi 4 anni).

#### Padova
Il 9 gennaio 2019 passa al Padova. Esordisce il seguente 20 gennaio nella vittoria per 3-0 ai danni del Verona. Il 31 gennaio 2022 rescinde il suo contratto con il Padova.

### Nazionale
Il 25 gennaio 2011, da poco arrivato al Palermo, riceve la prima convocazione in nazionale in vista dell'amichevole del 9 febbraio a Tirana contro l'Albania. In tale partita, vinta per 2-1 dalla sua squadra, esordisce in Nazionale subentrando ad Andraž Kirm all'87'.
Il 25 marzo gioca per la prima volta una partita di qualificazione agli Europei 2012, subentrando a Mišo Brečko al 70' della partita persa in casa contro l'Italia per 1-0.
Torna a giocare in nazionale a due anni e cinque mesi di distanza e nuovamente da giocatore del Palermo, nell'amichevole persa per 2-0 in casa della Finlandia in cui è subentrato al 63' al posto di Dominic Maroh.

### Dopo il ritiro
Il 19 marzo 2024, entra ufficialmente a far parte dello staff tecnico dell'Arzignano Valchiampo, in Serie C, come collaboratore del nuovo tecnico Simone Bentivoglio. Il 18 maggio dello stesso anno, viene annunciata ufficialmente l'interruzione del suo rapporto con la squadra.

## Statistiche

### Presenze e reti nei club
| Stagione          | Squadra           | Campionato        | Campionato | Campionato | Coppe nazionali | Coppe nazionali | Coppe nazionali | Coppe continentali | Coppe continentali | Coppe continentali | Altre coppe | Altre coppe | Altre coppe | Totale | Totale |
| Stagione          | Squadra           | Comp              | Pres       | Reti       | Comp            | Pres            | Reti            | Comp               | Pres               | Reti               | Comp        | Pres        | Reti        | Pres   | Reti   |
| ----------------- | ----------------- | ----------------- | ---------- | ---------- | --------------- | --------------- | --------------- | ------------------ | ------------------ | ------------------ | ----------- | ----------- | ----------- | ------ | ------ |
| 2004-2005         | Triglav           | 2. SNL            | 14         | 1          | CS              | 0               | 0               | -                  | -                  | -                  | -           | -           | -           | 14     | 1      |
| 2005-2006         | Triglav           | 2. SNL            | 21         | 0          | CS              | 0               | 0               | -                  | -                  | -                  | -           | -           | -           | 21     | 0      |
| 2006-2007         | Triglav           | 2. SNL            | 25         | 2          | CS              | 0               | 0               | -                  | -                  | -                  | -           | -           | -           | 25     | 2      |
| 2007-2008         | Triglav           | 2. SNL            | 9          | 0          | CS              | 0               | 0               | -                  | -                  | -                  | -           | -           | -           | 9      | 0      |
| Totale Triglav    | Totale Triglav    | Totale Triglav    | 69         | 3          |                 | 0               | 0               |                    | -                  | -                  |             | -           | -           | 69     | 3      |
| 2008-2009         | Drava Ptuj        | 1. SNL            | 34+1       | 1+0        | CS              | 1               | 0               | -                  | -                  | -                  | -           | -           | -           | 36     | 1      |
| 2009-gen. 2010    | Drava Ptuj        | 1. SNL            | 21         | 0          | CS              | 1               | 0               | -                  | -                  | -                  | -           | -           | -           | 22     | 0      |
| Totale Drava Ptuj | Totale Drava Ptuj | Totale Drava Ptuj | 55+1       | 1+0        |                 | 2               | 0               |                    | -                  | -                  |             | -           | -           | 58     | 1      |
| gen. 2009-2010    | Maribor           | 1. SNL            | 13         | 2          | CS              | 5               | 1               | -                  | -                  | -                  | -           | -           | -           | 18     | 3      |
| 2010-gen. 2011    | Maribor           | 1. SNL            | 18         | 0          | CS              | 2               | 0               | UEL                | 6                  | 1                  | -           | -           | -           | 26     | 1      |
| Totale Maribor    | Totale Maribor    | Totale Maribor    | 31         | 2          |                 | 7               | 1               |                    | 6                  | 1                  |             | -           | -           | 44     | 4      |
| gen.-giu. 2011    | Palermo           | A                 | 7          | 0          | CI              | 1               | 0               | UEL                | 0                  | 0                  | -           | -           | -           | 8      | 0      |
| 2011-2012         | Ascoli            | B                 | 22         | 1          | CI              | 1               | 0               | -                  | -                  | -                  | -           | -           | -           | 23     | 1      |
| 2012-2013         | Modena            | B                 | 32         | 2          | CI              | 1               | 1               | -                  | -                  | -                  | -           | -           | -           | 33     | 3      |
| 2013-2014         | Palermo           | B                 | 36         | 1          | CI              | 2               | 0               | -                  | -                  | -                  | -           | -           | -           | 38     | 1      |
| 2014-2015         | Palermo           | A                 | 32         | 0          | CI              | 0               | 0               | -                  | -                  | -                  | -           | -           | -           | 32     | 0      |
| 2015-2016         | Palermo           | A                 | 23         | 0          | CI              | 1               | 0               | -                  | -                  | -                  | -           | -           | -           | 24     | 0      |
| 2016-2017         | Palermo           | A                 | 22         | 0          | CI              | 0               | 0               | -                  | -                  | -                  | -           | -           | -           | 22     | 0      |
| Totale Palermo    | Totale Palermo    | Totale Palermo    | 120        | 1          |                 | 4               | 0               |                    | 0                  | 0                  |             | -           | -           | 124    | 1      |
| 2017-2018         | Venezia           | B                 | 32+3       | 1          | CI              | 0               | 0               | -                  | -                  | -                  | -           | -           | -           | 35     | 1      |
| 2018-gen. 2019    | Venezia           | B                 | 8          | 0          | CI              | 1               | 0               | -                  | -                  | -                  | -           | -           | -           | 9      | 0      |
| Totale Venezia    | Totale Venezia    | Totale Venezia    | 40+3       | 1          |                 | 1               | 0               |                    |                    |                    |             |             |             | 44     | 1      |
| gen.-giu. 2019    | Padova            | B                 | 14         | 0          | CI              | 0               | 0               | -                  | -                  | -                  | -           | -           | -           | 14     | 0      |
| 2019-2020         | Padova            | C                 | 17+3       | 0          | CI+CI-C         | 0+1             | 0               | -                  | -                  | -                  | -           | -           | -           | 21     | 0      |
| 2020-2021         | Padova            | C                 | 21+3       | 0          | CI+CI-C         | 2+0             | 0               | -                  | -                  | -                  | -           | -           | -           | 26     | 0      |
| 2021-2022         | Padova            | C                 | 2          | 0          | CI+CI-C         | 1+3             | 0               | -                  | -                  | -                  | -           | -           | -           | 6      | 0      |
| Totale Padova     | Totale Padova     | Totale Padova     | 54+6       | 0          |                 | 9               | 0               |                    | -                  | -                  |             | -           | -           | 67     | 0      |
| Totale carriera   | Totale carriera   | Totale carriera   | 423+10     | 11         |                 | 25              | 2               |                    | 6                  | 1                  |             | -           | -           | 464    | 14     |

### Cronologia presenze e reti in nazionale
| Cronologia completa delle presenze e delle reti in nazionale ― Slovenia | Cronologia completa delle presenze e delle reti in nazionale ― Slovenia | Cronologia completa delle presenze e delle reti in nazionale ― Slovenia | Cronologia completa delle presenze e delle reti in nazionale ― Slovenia | Cronologia completa delle presenze e delle reti in nazionale ― Slovenia | Cronologia completa delle presenze e delle reti in nazionale ― Slovenia | Cronologia completa delle presenze e delle reti in nazionale ― Slovenia | Cronologia completa delle presenze e delle reti in nazionale ― Slovenia |
| Data                                                                    | Città                                                                   | In casa                                                                 | Risultato                                                               | Ospiti                                                                  | Competizione                                                            | Reti                                                                    | Note                                                                    |
| ----------------------------------------------------------------------- | ----------------------------------------------------------------------- | ----------------------------------------------------------------------- | ----------------------------------------------------------------------- | ----------------------------------------------------------------------- | ----------------------------------------------------------------------- | ----------------------------------------------------------------------- | ----------------------------------------------------------------------- |
| 9-2-2011                                                                | Tirana                                                                  | Albania                                                                 | 1 – 2                                                                   | Slovenia                                                                | Amichevole                                                              | -                                                                       | 87’                                                                     |
| 25-3-2011                                                               | Lubiana                                                                 | Slovenia                                                                | 0 – 1                                                                   | Italia                                                                  | Qual. Euro 2012                                                         | -                                                                       | 70’                                                                     |
| 14-8-2013                                                               | Turku                                                                   | Finlandia                                                               | 2 – 0                                                                   | Slovenia                                                                | Amichevole                                                              | -                                                                       | 63’                                                                     |
| 18-11-2014                                                              | Lubiana                                                                 | Slovenia                                                                | 0 – 1                                                                   | Colombia                                                                | Amichevole                                                              | -                                                                       | 46’                                                                     |
| 30-3-2015                                                               | Doha                                                                    | Qatar                                                                   | 1 – 0                                                                   | Slovenia                                                                | Amichevole                                                              | -                                                                       |                                                                         |
| Totale                                                                  |                                                                         | Presenze                                                                | 5                                                                       |                                                                         | Reti                                                                    | 0                                                                       |                                                                         |

## Palmarès

### Club
- Campionato sloveno: 1

Maribor: 2010-2011
- Campionato italiano di Serie B: 1

Palermo: 2013-2014